# Historia de los ministerios de Sanidad de España

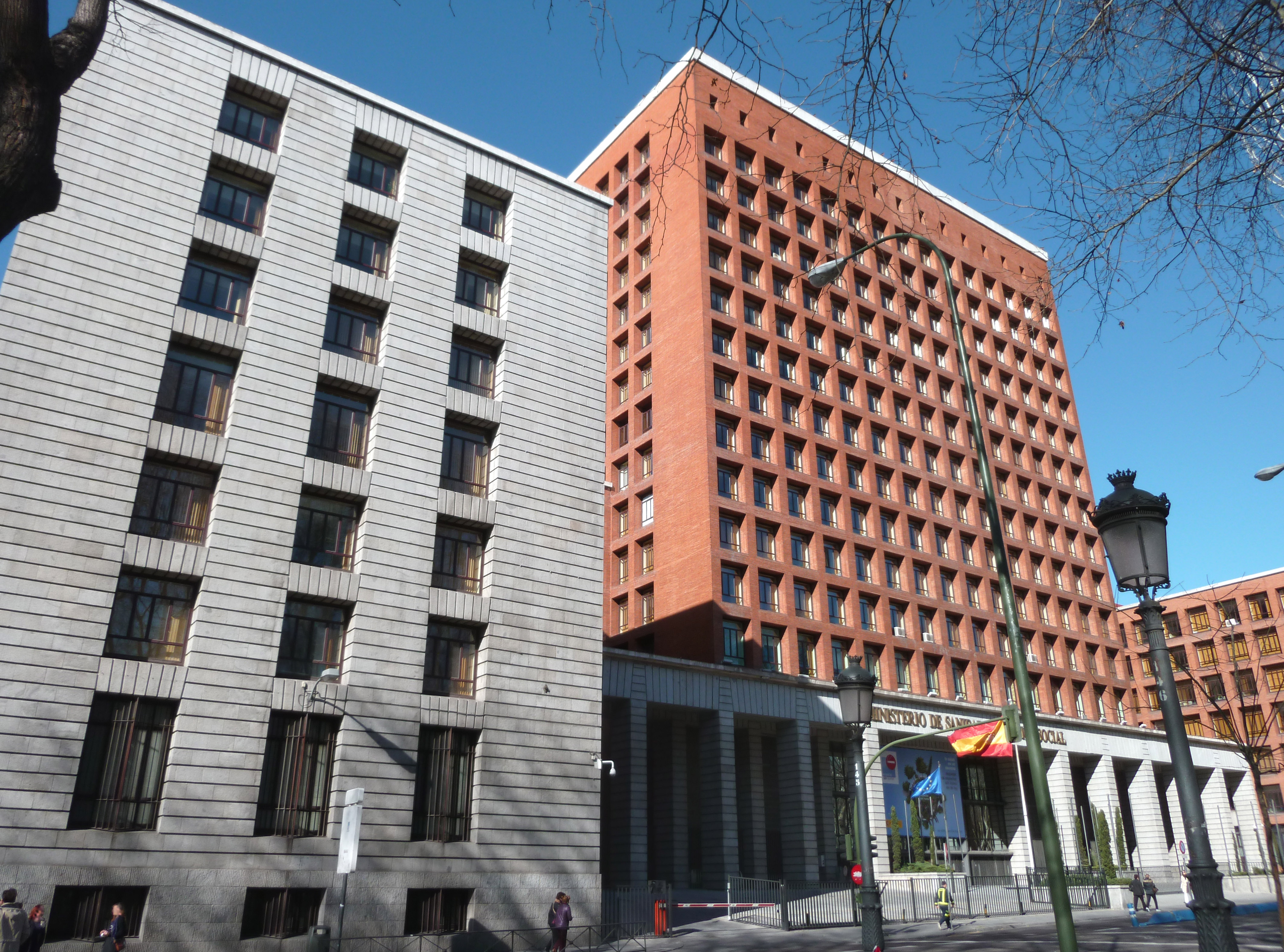
Sede del Ministerio de Sanidad, en el Paseo del Prado (Madrid).

Este artículo trata sobre los ministerios españoles que, a lo largo de la historia, han asumido competencias en materia de política sanitaria.

## Historia
El Ministerio de Sanidad se creó en la legislatura constituyente, en 1977, integrando las competencias en materia de Salud que hasta ese momento eran gestionadas por el Ministerio de Gobernación, así como las competencias de la Subsecretaría de la Seguridad Social.
Sin embargo, pueden encontrarse referencias sobre la acción de Gobierno en materia de salud pública y bienestar social ya en el siglo XIX. Cuando a través del Real Decreto del 9 de noviembre de 1832 se creó en España el Ministerio de Fomento, se le atribuyeron competencias sobre «el ramo de sanidad con sus lazaretos, aguas y baños minerales» así como sobre los «establecimientos de caridad o de beneficencia».
Por Real Decreto de 10 de marzo de 1847, se creaba la Dirección General de Sanidad, una de las seis que componían el ya denominado Ministerio de la Gobernación.
Las competencias estatales en este ámbito continuaron integradas en este Departamento hasta 1933, en que la Subsecretaría de Sanidad y Beneficencia se transfirió al Ministerio de Trabajo, que adoptó la denominación de Trabajo y Sanidad. Finalmente, el 4 de noviembre de 1936, se creaba el Ministerio de Sanidad y Asistencia Social, ocupando la cartera una mujer por primera vez en la historia de España: Federica Montseny. El Departamento tuvo corta duración. Con la llegada a la Presidencia del Gobierno de la República de Juan Negrín en sustitución de Francisco Largo Caballero, Sanidad y Asistencia Social desapareció, pasando sus competencias a Trabajo en virtud de un Decreto de 5 de julio de 1937. Tras la guerra civil española, las competencias sanitarias regresaron al Ministerio de la Gobernación hasta 1977.
El Departamento fue creado de nuevo por Real Decreto 1558/1977, de 4 de julio y comprendía también las competencias en materia de Seguridad Social. Contaba con dos Subsecretarías (la del Departamento y la de Salud), una Secretaría General Técnica y seis Direcciones Generales: Personal, Gestión y Financiación; Prestaciones; Servicios Sociales; Asistencia Sanitaria; Ordenación Farmacéutica y Salud Pública y Sanidad Veterinaria.
Entre febrero y noviembre de 1981, Sanidad quedó fusionada con Trabajo. Por Real Decreto 2823/1981, volvía a adquirir rango ministerial; perdió las competencias en materia de Seguridad Social (excepto el Indalud), en favor de Trabajo, que también retuvo la política social; a cambio se le adscribe el Instituto Nacional de Consumo (creado en 1975 y hasta entonces dependiente de Economía). Ya bajo los Gobiernos de Felipe González, se creó el Sistema Nacional de Salud, bajo Ernest Lluch y la Organización Nacional de Trasplantes. 
Con el triunfo del Partido Popular en las elecciones de 1996, José Manuel Romay Beccaría fue nombrado ministro de Sanidad y Consumo, cargo en el que se mantuvo durante toda la VI legislatura. Bajo su mandato se creaba, en 1997, la Agencia Española de Medicamentos y Productos Sanitarios.
La VII legislatura (segunda de José María Aznar) vio pasar esta cartera por las manos de Celia Villalobos, nombrada en 2000, que tuvo que lidiar con la famosa crisis del mal de las vacas locas, en 2002 Ana Pastor es nombrada para sustituirla al frente de este ministerio. La crisis de las vacas locas precipitó la creación, mediante Ley 11/2001, de la Agencia Española de Seguridad Alimentaria (denominada desde 2007 de Seguridad Alimentaria y Nutrición).
Durante el comienzo de la VIII legislatura Elena Salgado tomó esta cartera. En 2004 se transfirió desde el Ministerio del Interior, la estructura del Plan Nacional sobre Drogas. El 6 de julio de 2007, a ocho meses del final de la legislatura, el científico Bernat Soria tomó el relevo al frente del Departamento.
En la IX legislatura, Bernat Soria retomó el puesto y lo abandonó el 7 de abril de 2009 tras una modificación del gobierno, pasando el ministerio a manos de Trinidad Jiménez, que vio ampliadas sus competencias con la incorporación de Asuntos Sociales, incluido el Instituto de Mayores y Servicios Sociales. Esta materia anteriormente se había gestionado en el Ministerio de Trabajo (1981-1988), en su propio Departamento (1988-1996), de nuevo en Trabajo (1996-2008) y finalmente en Educación. El 20 de octubre de 2010 fue nombrada ministra Leire Pajín, incorporando el ministerio las funciones del Ministerio de Igualdad, que desaparecía, creándose la Secretaría de Estado de Igualdad dentro de Sanidad y asumiendo igualmente el Instituto de la Mujer y el Instituto de la Juventud. El Departamento pasa a denominarse Sanidad, Política Social e Igualdad.
Ya en la X Legislatura, y desde el 22 de diciembre de 2011, hay un nuevo cambio de denominación: Sanidad, Servicios Sociales e Igualdad, y Ana Mato es nombrada ministra. Bajo su mandato, el Instituto Nacional del Consumo y la Agencia Española de Seguridad Alimentaria y Nutrición se fusionan dando lugar a la Agencia Española de Consumo, Seguridad Alimentaria y Nutrición. Mato dimitió en 2014 tras verse implicada en el caso Gürtel y es sucedida por Alfonso Alonso.
Tras la moción de censura contra Mariano Rajoy de 2018 y la formación, por parte de Pedro Sánchez, de un nuevo ejecutivo en junio de 2018, el Ministerio pierde las competencias en materia de igualdad en favor del Ministerio de la Presidencia y pasa a denominarse Ministerio de Sanidad, Consumo y Bienestar Social. Carmen Montón es nombrada ministra y, en su corto mandato de apenas 3 meses, recupera la sanidad universal para los inmigrantes sin papeles y recupera el Observatorio de Salud de la Mujer, que será finalmente desarrollado por su sucesora, María Luisa Carcedo. En la XIV Legislatura, pierde las competencias en materia de Asuntos Sociales y las de Consumo, en favor de sendos ministerios de nueva creación. Durante 2020, el Departamento se enfrenta e la mayor crisis sanitaria de los últimos cien años, con la pandemia de coronavirus.

## Lista de ministros de Sanidad y Bienestar Social

### Segunda República
| Espectro político                                                      |
| ---------------------------------------------------------------------- |
| Coalición PRR Centrista PRLD PSOE ERC CEDA IR UR CNT PCE Independiente |

| Nombre | Nombre                                | Retrato                               | Mandato                  | Mandato                  | Partido Político | Gobierno                                      | Gobierno |
| ------ | ------------------------------------- | ------------------------------------- | ------------------------ | ------------------------ | ---------------- | --------------------------------------------- | -------- |
|        | Francisco Largo Caballero (1)         |                                       | 14 de abril de 1931      | 12 de septiembre de 1933 | PSOE             | Niceto Alcalá-Zamora 1.º Gobierno Provisional |          |
|        | Francisco Largo Caballero (1)         | Manuel Azaña 2.º Gobierno Provisional | 14 de abril de 1931      | 12 de septiembre de 1933 | PSOE             |                                               |          |
|        | Francisco Largo Caballero (1)         | Manuel Azaña                          | 14 de abril de 1931      | 12 de septiembre de 1933 | PSOE             |                                               |          |
|        | Ricardo Samper Ibáñez (1)             |                                       | 12 de septiembre de 1933 | 9 de octubre de 1933     | PRR              | Alejandro Lerroux                             |          |
|        | Carles Pi i Sunyer (1)                |                                       | 9 de octubre de 1933     | 16 de diciembre de 1933  | ERC              | Diego Martínez Barrio                         |          |
|        | José Estadella Arnó (1) (2)           |                                       | 16 de diciembre de 1933  | 4 de octubre de 1934     | PRR              | Alejandro Lerroux                             |          |
|        | José Estadella Arnó (1) (2)           | Ricardo Samper Ibáñez                 | 16 de diciembre de 1933  | 4 de octubre de 1934     | PRR              |                                               |          |
|        | José Oriol Anguera de Sojo (2)        |                                       | 4 de octubre de 1934     | 3 de abril de 1935       | CEDA             | Alejandro Lerroux                             |          |
|        | Eloy Vaquero Cantillo (2)             |                                       | 3 de abril de 1935       | 6 de mayo de 1935        | PRR              | Alejandro Lerroux                             |          |
|        | Federico Salmón Amorín (2) (3)        |                                       | 6 de mayo de 1935        | 14 de diciembre de 1935  | CEDA             | Alejandro Lerroux                             |          |
|        | Federico Salmón Amorín (2) (3)        | Joaquín Chapaprieta                   | 6 de mayo de 1935        | 14 de diciembre de 1935  | CEDA             |                                               |          |
|        | Alfredo Martínez García-Argüelles (3) |                                       | 14 de diciembre de 1935  | 30 de diciembre de 1935  | PRLD             | Manuel Portela Valladares                     |          |
|        | Manuel Becerra Fernández (3)          |                                       | 30 de diciembre de 1935  | 19 de febrero de 1936    | Centrista        | Manuel Portela Valladares                     |          |
|        | Enrique Ramos Ramos (2)               |                                       | 19 de febrero de 1936    | 13 de mayo de 1936       | IR               | Manuel Azaña                                  |          |
|        | Enrique Ramos Ramos (2)               | Augusto Barcia Trelles                | 19 de febrero de 1936    | 13 de mayo de 1936       | IR               |                                               |          |
|        | Juan Lluhí (2)                        |                                       | 13 de mayo de 1936       | 19 de julio de 1936      | ERC              | Santiago Casares Quiroga                      |          |
|        | Bernardo Giner de los Ríos (2)        |                                       | 19 de julio de 1936      | 19 de julio de 1936      | UR               | Diego Martínez Barrio                         |          |
|        | Juan Lluhí (2)                        |                                       | 19 de julio de 1936      | 4 de septiembre de 1936  | ERC              | José Giral                                    |          |
|        | José Tomás Piera (2)                  |                                       | 4 de septiembre de 1936  | 4 de noviembre de 1936   | ERC              | Francisco Largo Caballero                     |          |
|        | Federica Montseny (4)                 |                                       | 4 de noviembre de 1936   | 17 de mayo de 1937       | CNT              | Francisco Largo Caballero                     |          |
|        | Jesús Hernández Tomás (5)             |                                       | 4 de septiembre de 1936  | 5 de abril de 1938       | PCE              | Juan Negrín                                   |          |
|        | Segundo Blanco González (5)           |                                       | 5 de abril de 1938       | 5 de marzo de 1939       | CNT              | Juan Negrín                                   |          |
|        | José del Río (5)                      |                                       | 5 de marzo de 1939       | 31 de marzo de 1939      | UR               | Consejo Nacional de Defensa                   |          |

### Juan Carlos I
| Espectro político             |
| ----------------------------- |
| UCD PSC PSOE PP Independiente |

| Nombre | Nombre                                          | Retrato               | Mandato                 | Mandato                 | Partido Político | Eventos importantes | Gobierno                        | Gobierno |
| ------ | ----------------------------------------------- | --------------------- | ----------------------- | ----------------------- | ---------------- | --- | ------------------------------- | -------- |
|        | Enrique Sánchez de León (6)                     |                       | 4 de julio de 1977      | 5 de abril de 1979      | UCD              | Creación del Instituto Nacional de la Salud. | Adolfo Suárez González          |          |
|        | Juan Rovira Tarazona (6)                        |                       | 5 de abril de 1979      | 8 de septiembre de 1980 | UCD              | | Adolfo Suárez González          |          |
|        | Alberto Oliart Saussol (6)                      |                       | 8 de septiembre de 1980 | 26 de febrero de 1981   | UCD              | | Adolfo Suárez González          |          |
|        | Alberto Oliart Saussol (6)                      | Leopoldo Calvo Sotelo | 8 de septiembre de 1980 | 26 de febrero de 1981   | UCD              | |                                 |          |
|        | Jesús Sancho Rof (7)                            |                       | 26 de febrero de 1981   | 1 de diciembre de 1981  | UCD              | Se produce una intoxicación masiva en España que da lugar a una epidemia de la enfermedad del aceite tóxico de colza. |                                 |          |
|        | Manuel Núñez Pérez (8)                          |                       | 1 de diciembre de 1981  | 2 de diciembre de 1982  | UCD              | |                                 |          |
|        | Ernest Lluch Martín (8)                         |                       | 2 de diciembre de 1982  | 25 de julio de 1986     | PSOE             | Se aprueba la Ley General de Sanidad. | Gobiernos de Felipe González    |          |
|        | Julián García Vargas (8)                        |                       | 25 de julio de 1986     | 12 de marzo de 1991     | PSOE             | Creación de la Organización Nacional de Trasplantes. La sanidad pública comienza a financiarse con cargo a los Presupuestos Generales del Estado, en lugar de las cotizaciones a la Seguridad Social.                                                                               | Gobiernos de Felipe González    |          |
|        | Julián García Valverde (8)                      |                       | 12 de marzo de 1991     | 14 de enero de 1992     | PSOE             | | Gobiernos de Felipe González    |          |
|        | José Antonio Griñán Martínez (8)                |                       | 14 de marzo de 1992     | 13 de julio de 1993     | PSOE             | | Gobiernos de Felipe González    |          |
|        | Ángeles Amador Millán (8)                       |                       | 13 de julio de 1993     | 4 de mayo de 1996       | PSOE             | Se declara una huelga indefinida del personal médico en centros hospitalarios. | Gobiernos de Felipe González    |          |
|        | José Manuel Romay Beccaría (8)                  |                       | 4 de mayo de 1996       | 27 de abril de 2000     | PP               | Creación de la Agencia Española de Medicamentos y Productos Sanitarios | Gobiernos de José María Aznar   |          |
|        | Celia Villalobos Talero (8)                     |                       | 27 de abril de 2000     | 9 de julio de 2002      | PP               | Se transfieren las competencias sanitarias a las diez comunidades autónomas que aun no las tenían. Se desata la alarma social ante la propagación del conocido como el mal de las vacas locas. Se crea la Agencia Española de Seguridad Alimentaria.                                | Gobiernos de José María Aznar   |          |
|        | Ana María Pastor Julián (8)                     |                       | 10 de julio de 2002     | 17 de abril de 2004     | PP               | Se aprueba la Ley de cohesión y calidad del Sistema Nacional de Salud. Como consecuencia del desastre del Prestige, se crea un Comité de Expertos para la evaluación en la salud de la exposición al fuel.                                                                          | Gobiernos de José María Aznar   |          |
|        | Elena Salgado Méndez (8)                        |                       | 17 de abril de 2004     | 6 de julio de 2007      | Independiente    | Se aprueba la denominada Ley antitabaco, que restringe el consumo de tabaco en lugares cerrados y lo prohíbe en centros de trabajo. Aprobación de la Ley 29/2006, de 26 de julio, de garantías y uso racional de los medicamentos y productos sanitarios. Crisis de la gripe aviar. | Gobiernos de Rodríguez Zapatero |          |
|        | Bernat Soria Escoms (8)                         |                       | 6 de julio de 2007      | 7 de abril de 2009      | Independiente    | | Gobiernos de Rodríguez Zapatero |          |
|        | Trinidad Jiménez (9)                            |                       | 7 de abril de 2009      | 20 de octubre de 2010   | PSOE             | Se modifica la Ley 29/2006 en orden a permitir la prescripción de recetas a los enfermeros. Estalla la crisis de la gripe A | Gobiernos de Rodríguez Zapatero |          |
|        | Leire Pajín Iraola (10)                         |                       | 20 de octubre de 2010   | 21 de diciembre de 2011 | PSOE             | Aprobación de la llamada segunda Ley antitabaco que prohíbe totalmente el consumo de tabaco en lugares cerrados. Se aprueba la Ley de Seguridad Alimetaria y Nutrición. Aprobación de la Ley General de Salud Pública.                                                              | Gobiernos de Rodríguez Zapatero |          |
|        | Ana Mato Adrover (11)                           |                       | 21 de diciembre de 2011 | 26 de noviembre de 2014 | PP               | Estalla la crisis del ébola en España. | Gobierno de Mariano Rajoy       |          |
|        | Soraya Sáenz de Santamaría Antón (en funciones) |                       | 26 de noviembre de 2014 | 3 de diciembre de 2014  | PP               | | Gobierno de Mariano Rajoy       |          |
|        | Alfonso Alonso Aranegui (11)                    |                       | 3 de diciembre de 2014  | 16 de agosto de 2016    | PP               | Se desencadena la denominada crisis de la Hepatitis C. | Gobierno de Mariano Rajoy       |          |

### Felipe VI
| Espectro político |
| ----------------- |
| PP PSOE PSC MP    |

| Nombre | Nombre                            | Retrato | Mandato                  | Mandato                  | Partido Político | Eventos importantes | Gobierno                          | Gobierno |
| ------ | --------------------------------- | ------- | ------------------------ | ------------------------ | ---------------- | --- | --------------------------------- | -------- |
|        | Alfonso Alonso Aranegui (11)      |         | 3 de diciembre de 2014   | 16 de agosto de 2016     | PP               | | Gobierno de Mariano Rajoy         |          |
|        | Fátima Báñez (en funciones)       |         | 16 de agosto de 2016     | 4 de noviembre de 2016   | PP               | | Gobierno de Mariano Rajoy         |          |
|        | Dolors Montserrat Montserrat (11) |         | 4 de noviembre de 2016   | 1 de junio de 2018       | PP               | Se alcanza un Acuerdo con la Plataforma de Pacientes que les otorga mayor participación en la toma de decisiones en el ámbito sanitario. | Gobierno de Mariano Rajoy         |          |
|        | Carmen Montón Giménez (12)        |         | 7 de junio de 2018       | 11 de septiembre de 2018 | PSOE             | | Primer Gobierno de Pedro Sánchez  |          |
|        | María Luisa Carcedo (12)          |         | 11 de septiembre de 2018 | 13 de enero de 2020      | PSOE             | Aprobación del Plan para la Protección de la Salud frente a las Pseudoterapias y del Plan Nacional contra el Tabaco.                     | Primer Gobierno de Pedro Sánchez  |          |
|        | Salvador Illa (13)                |         | 13 de enero de 2020      | 27 de enero de 2021      | PSC              | Estalla la crisis del coronavirus. | Segundo Gobierno de Pedro Sánchez |          |
|        | Carolina Darias (13)              |         | 27 de enero de 2021      | 27 de marzo de 2023      | PSOE             | Aprobación de la ley de la eutanasia | Segundo Gobierno de Pedro Sánchez |          |
|        | José Manuel Miñones Conde (13)    |         | 27 de marzo de 2023      | 21 de noviembre de 2023  | PSOE             | Fin de la crisis del coronavirus. | Segundo Gobierno de Pedro Sánchez |          |
|        | Mónica García Gómez (13)          |         | 21 de noviembre de 2023  | En el cargo              | MM               | | Tercer Gobierno de Pedro Sánchez  |          |

- (1) Ministerio de Trabajo y Previsión Social.
- (2) Ministerio de Trabajo, Sanidad y Previsión Social.
- (3) Ministerio de Trabajo, Sanidad y Justicia
- (4) Ministerio de Sanidad y Asistencia Social.
- (5) Ministerio de Instrucción Pública y Sanidad.
- (6) Ministerio de Sanidad y Seguridad Social
- (7) Ministerio de Trabajo, Sanidad y Seguridad Social
- (8) Ministerio de Sanidad y Consumo
- (9) Ministerio de Sanidad y Política Social
- (10) Ministerio de Sanidad, Política Social e Igualdad
- (11) Ministerio de Sanidad, Servicios Sociales e Igualdad
- (12) Ministerio de Sanidad, Consumo y Bienestar Social
- (13) Ministerio de Sanidad

## Lista de secretarios de Estado de Sanidad
- José María Segovia de Arana (1979-1980).
- José Luis Perona Larraz (1980)
- Manuel Varela Uña (1980-1981)
- Luis Sánchez-Harguindey Pimentel (1981)
- Silvia Clazón Fernández (2020-2023)
- Javier Padilla Bernáldez (2023- )

## Lista de delegados del Gobierno para el Plan Nacional sobre Drogas
- Baltasar Garzón (1993-1994) - En el Ministerio de Justicia e Interior -.
- Carlos López Riaño (1994-1996) - En el Ministerio de Justicia e Interior -.
- Gonzalo Robles Orozco (1996-2003) - En el Ministerio del Interior -.
- César Pascual Fernández (2003-2004)- En el Ministerio del Interior -.
- Carmen Moya García (2004-2010).
- Nuria Espí de Navas (2010-2012).
- Francisco de Asís Babín Vich (2012-2018).
- María Azucena Martí Palacios (2018- ).

## Lista de secretarios generales
- Secretaría General de Sanidad y Consumo
  - Faustino Blanco González (2018-2020)
  - Ricardo Campos Fernández (2018)
  - José Javier Castrodeza Sanz (2015-2018)
  - Rubén Moreno Palanques (2014-2015)
  - Pilar Farjas Abadía (2011-2014)
- Secretaría General de Sanidad 
  - Faustino Blanco González (2020- )
  - Alfonso Jiménez Palacios (2011)
  - José Martínez Olmos (2005-2011)
  - Fernando Lamata Cotanda (2004-2005)
  - Rafael Pérez-Santamarina Feijoo (2002-2004)
- Secretaría General de Política Social y Consumo
  - Isabel María Martínez Lozano (2010-2011)
  - Francisco Moza Zapatero (2009-2010)
- Secretaría General de Gestión y Cooperación Sanitaria
  - Rubén Moreno Palanques (2000-2002)
- Secretaría General de Asistencia Sanitaria
  - Alberto Núñez Feijóo (1996-2000)
  - Eduardo Arrojo Martínez (1986-1989)
- Secretaría General de Salud
  - Jesús Adolfo Gutiérrez Morlote (1993-1994)
  - Marcos Peña Pinto (1992-1993)
- Secretaría General de Planificación
  - Santiago Felipe Mendioroz Echeverría (1992-1993)
- Secretaría General para el Sistema Nacional de Salud
  - Rodrigo Molina Fernández (1991-1992)
- Secretaría General de Salud Digital, Información e Innovación del Sistema Nacional de Salud
  - Juan Fernando Muñoz Montalvo (2021- )
  - Alfredo González Gómez (2020-2021)
- Secretaría General para el Consumo y la Salud Pública
  - Francisco Ortega Suárez (1991-1992)
- Secretaría General para el Consumo
  - César Braña Pino (1990-1991)
  - Miguel Marañón Barrio (1982-1986)
- Secretaría General de Consumo y Juego
  - Rafael Escudero Alday (2020-2023) : (1)
  - Bibiana Medialdea García (2023-2024) : (2)
  - Andrés Barragán Urbiola (2024- ) : (2)

(1) En el Ministerio de Consumo
(2) En el Ministerio de Derechos Sociales, Consumo y Agenda 2030

## Lista de subsecretarios de Sanidad
| Nombre                                  | Profesión                                                               | Año de nacimiento | Fecha de nombramiento    |
| --------------------------------------- | ----------------------------------------------------------------------- | ----------------- | ------------------------ |
| Victorino Anguera Sansó                 | Cuerpo de Inspectores de Trabajo y Seguridad Social                     | 1933              | 29 de julio de 1977      |
| Eloy Ybáñez Bueno                       | Diplomático                                                             | 1930              | 27 de abril de 1979      |
| Luis Valenciano Clavel                  | Médico                                                                  | 1965              | 29 de diciembre de 1981  |
| Pedro Sabando Suárez                    | Médico                                                                  | 1941              | 7 de diciembre de 1982   |
| Carlos Hernández Gil                    | Médico                                                                  | 1946              | 6 de febrero de 1985     |
| José Luis Fernández Noriega             | Médico                                                                  | 1949              | 30 de marzo de 1988      |
| Ángeles Amador Millán                   | Abogada                                                                 | 1949              | 21 de junio de 1991      |
| José Conde Olasagasti                   | Médico                                                                  |                   | 30 de julio de 1993      |
| José Luis Temes Montes                  | Médico                                                                  |                   | 25 de junio de 1994      |
| Enrique Castellón Leal                  | Cuerpo de Inspectores Médicos de la Seguridad Social                    |                   | 10 de mayo de 1996       |
| Julio Sánchez Fierro                    | Profesor Universitario                                                  | 1944              | 12 de mayo de 2000       |
| Pablo Vázquez Vega                      | Profesor Universitario                                                  | 1965              | 19 de julio de 2002      |
| Fernando Puig de la Bellacasa y Aguirre | Cuerpo Superior de Administradores Civiles del Estado                   | 1952              | 19 de abril de 2004      |
| Consuelo Sánchez Naranjo                | Cuerpo Superior de Administradores Civiles del Estado                   | 1961              | 13 de julio de 2007      |
| Leandro González Gallardo               | Cuerpo Superior de Administradores Civiles del Estado                   | 1958              | 29 de octubre de 2010    |
| María Jesús Fraile Fabra                | Cuerpo de Técnicos Superiores de Administración General                 | 1952              | 30 de diciembre de 2011  |
| Justo Herrera Gómez                     | Profesor Universitario                                                  |                   | 8 de junio de 2018       |
| Alfredo González Gómez                  | Cuerpo Superior de Administradores Civiles del Estado                   | 1976              | 28 de septiembre de 2018 |
| Carlos Hernández Claverie               | Cuerpo Superior de Letrados de la Administración de la Seguridad Social | 1964              | 12 de abril de 2019      |
| Alberto Herrera Rodríguez               | Cuerpo Superior de Administradores Civiles del Estado                   | 1983              | 17 de enero de 2020      |
| Francisco Hernández Spinola             | Cuerpo Superior de Administradores Generales de Canarias                | 1957              | 2 de febrero de 2021     |
| Dionisia Manteca Marcos                 | Cuerpo Superior de Administradores Civiles del Estado                   | 1970              | 28 de diciembre de 2021  |
| Octavio Rivera Atienza                  | Cuerpo Superior de Administradores Civiles del Estado                   | 1969              | 3 de mayo de 2023        |
| Ana María Sánchez Hernández             | Cuerpo Superior de Administradores Civiles del Estado                   | 1971              | 29 de noviembre de 2023  |

## Lista de subsecretarios de Consumo
| Nombre                     | Profesión                                                   | Año de nacimiento | Fecha de nombramiento |
| -------------------------- | ----------------------------------------------------------- | ----------------- | --------------------- |
| José Antonio García García | Cuerpo Superior de Sistemas y Tecnologías de la Información |                   | 17 de enero de 2020   |

## Lista de directores generales
- Dirección de Gabinete del Ministro
  - José Manuel López Rodrigo (2023- )
  - Mª Mercedes Pastor García (2021-2023)
  - José Moya Otero (2021-2020)
  - Víctor Francos Díaz (2020-2021)
  - Germán Rodríguez Sánchez (2020)
  - María Eloísa del Pino Matute (2018-2020)
  - Carlos Fernando Macía de Castro (2018)
  - Julia de Micheo Carrillo de Albornoz (2016-2018)
  - Javier Ron Arribas (2014-2016)
  - María Teresa Bernedo Arzak (2011-2014)
  - David del Campo Pérez (2010-2011)
  - Jaume Segura Socías (2009-2010)
  - Juan Carlos Martínez Martínez (2008-2009)
  - Enrique Cruz Giráldez (2007-2008)
  - María Tena García (2004-2007)
  - Alicia Portas Martínez (2004)
  - María Dolores Pan Vázquez (2003-2004)
  - Pilar Fabregat Romero (2002-2003)
  - Antonio Rincón Palenciano (2002)
  - Eduardo Larraz Riesgo (2001-2002)
  - Isabel María Torné Poyatos (2000-2001)
  - Cristina García Álvarez (1996-2000)
  - María del Pilar Tigeras Sánchez (1994-1996)
  - Isabel Keller Rebellón (1993-1994)
  - Eduardo Clavijo Fernández-Palacios (1992-1993)
  - José Luis Rodríguez Agulló (1988-1992)
  - José Luis Fernández Noriega (1986-1988)
  - Josep Artigas Candela (1982-1984)
  - Antonio Julve Benedicto (1981-1982)
  - Laura Morso Pérez (1980-1981)
  - Francisco Javier Ruiz de Asín y Chico de Guzmán (1980)
  - Lamberto Samper Reig (1979-1980)
  - Alejandro Mulas García (1977-1979)
- Dirección General de Salud Pública
  - Pedro Gullón Tosio (2024- )
  - Pilar Aparicio Azcárraga (2020-2024)
  - Manuel Oñorbe de Torre (2004-2008)
  - José María Martín Moreno  (2002-2004)
  - Juan José Francisco Polledo (1992-2000)
  - José María Carro Ramos (1991-1992)
  - Miguel Ángel de la Cal López (1985-1986)
  - Enrique Nájera Morrondo  (1982-1985)
  - Ángel Fernández Nafría (1982)
  - Luis Valenciano Clavel (1979-1982)
- Dirección General de Salud Pública, Calidad e Innovación 
  - Pilar Aparicio Azcárraga (2018-2020)
  - Elena Andradas Aragonés (2015-2018)
  - José Javier Castrodeza Sanz (2014-2015)
  - María Mercedes Vinuesa Sebastián (2012-2014)
- Dirección General de Salud Pública y Sanidad Exterior
  - Carmen Amela Heras (2011)
  - Ildefonso Hernández Aguado (2008-2011)
- Dirección General de Salud Pública y Consumo
  - María Dolores Flores Cerdán (2000-2002)
  - José María Martín Moreno (2002)
- Dirección General de Salud Pública y Sanidad Veterinaria
  - Emiliano Esteban Velázquez (1978-1979)
  - José Javier Viñes Rueda (1978)
  - Emilio Zapatero Villalonga (1977-1978)
- Dirección General de Cartera Común de Servicios del Sistema Nacional de Salud y Farmacia
  - César Hernández García (2022- )
  - Patricia Lacruz Gimeno (2020-2022)
- Dirección General de Cartera Básica de Servicios del Sistema Nacional de Salud y Farmacia
  - Patricia Lacruz Gimeno (2018-2020)
  - Josefa Encarnación Cruz Martos (2017-2018)
  - Agustín Rivero Cuadrado (2012-2017)
  - María del Sagrario Pérez Castellanos (2012)
- Dirección General de Ordenación Profesional, Cohesión del Sistema Nacional de Salud y Alta Inspección
  - Francisco Valero Bonilla (2010-2011)
  - Alberto Infante Campos (2008-2010)
- Dirección General de Cohesión del Sistema Nacional de Salud y Alta Inspección
  - Alfonso Jiménez Palacios (2004-2008)
  - Ana María Sánchez Fernández (2003-2004)
- Dirección General de Alta Inspección y Coordinación del Sistema Nacional de Salud
  - Ana María Sánchez Fernández (2002-2003)
- Dirección General de Relaciones Institucionales y Alta Inspección
  - Regina Muzquiz Vicente-Arche (2000-2002)
- Dirección General de Alta Inspección y Relaciones Institucionales
- Francisco Javier Rey del Castillo (1992-1996)
- Dirección General de Alta Inspección y Relaciones con las Administraciones Territoriales
  - Francisco Javier Rey del Castillo (1991-1992)
  - Pedro Pablo Mansilla Izquierdo (1986-1991)
- Dirección General de Inspección y Análisis de Calidad
  - Juan José Picazo de la Garza (1982-1984)
  - Ezequiel Jaquete Molinero (1982)
- Dirección General de Planificación Sanitaria
  - Luis Bohigas Santasusagna (2000-2003)
  - José Simón Martín (1990-1991)
  - Juan José Artells Herrero (1986-1990)
  - Eduardo Vigil Martín (1985-1986)
  - Fernando Ruiz-Ocaña Ales (1982-1985)
  - Víctor Conde Rodelgo (1982)
  - Luis Munuera Martínez (1981-1982)
  - Francisco Vilardell Viñas (1980-1981)
  - Jaime Pérez López de Santamarta (1979-1980)
- Dirección General de Aseguramiento y Planificación Sanitaria
  - Francisco de Borja Sevilla Pérez (1994-1996)
  - Javier Elola Somoza (1992-1993)
- Dirección General de Planificación y Coordinación
  - Javier Elola Somoza (1991-1992)
- Dirección General de Salud Digital y Sistemas de Información para el SNS
  - Noemí Cívicos Villa (2021- )
  - Juan Fernando Muñoz Montalvo (2020-2021)
- Dirección General de Ordenación Profesional
  - Celia Gómez González (2002- )
  - Vicenç Martínez Ibáñez (2020-2022)
  - Rodrigo Gutiérrez Fernández (2018-2020)
  - Carlos Jesús Moreno Sánchez (2014-2018)
  - José Javier Castrodeza Sanz (2012-2014)
  - Ricard Gutiérrez Marti (1995-1996)
  - Ángel Luis Carrasco Prieto (1993-1995)
  - Jesús Gutiérrez Morlote (1992-1993)
- Dirección General de Evaluación de Servicios
  - Marcos Peña Pinto (1992)
  - Miguel García Sánchez (1991-1992)
- Dirección General de Terapias Avanzadas y Trasplantes
  - Augusto Silva González (2008-2010)
- Dirección General de Prestaciones
  - Isidro Gregorio García Díez (1978-1979)
  - Francisco Javier Minondo Sanz (1977-1978)
- Dirección General de Asistencia Sanitaria
  - Manuel Evangelista Benítez (1978-1979)
  - José Miguel Cuesta Inclán (1977-1978)
- Dirección General de Farmacia y Productos Sanitarios
  - Alfonso Jiménez Palacios (2009- )
  - Teresa Pagés Jiménez (2005-2009)
  - José Martínez Olmos (2004-2005)
  - Fernando García Alonso (2003-2004)
  - María Victoria de la Cuesta García (2002-2003)
  - Federico Plaza Piñol (1997-2002)
  - Ana María Naveira Naveira (1996-1997)
  - Pilar González Gancedo (1994-1996)
  - Regina Revilla Pedreira (1991-1994)
  - Ignacio Lobato Casado (1989-1991)
  - Joaquín Bonal de Falgas (1988-1989)
- Dirección General de Farmacia y Medicamentos
  - Félix Lobo Aleu (1982-1988)
  - Ramón González Oti (1981-1982)
  - Antonio José López-Casero García (1979-1981)
- Dirección General de Ordenación Farmacéutica
  - Antonio José López-Casero García (1978-1979)
  - Juan Manuel Reol Tejada (1977-1978)
- Dirección General de Consumo
  - Daniel Arribas González (2023- ) (3)
  - Bibiana Medialdea García (2020-2023) (2)
  - Nelson Castro Gil (2018-2020)
  - Etelvina Andreu Sánchez (2008-2011)
  - José Domingo Gómez Castallo (1993-1996)
  - Ana Corces Pando (1992-1993)
- Dirección General de Consumo y Atención al Ciudadano
  - Ángeles María Heras Caballero (2004-2008)
  - Pilar Fabregat Romero (2003-2004)
  - María Dolores Flores Cerdán (2002-2003)
- Dirección General de Protección de los Consumidores
  - Juan José Francisco Polledo (1991-1992)
- Dirección General de Salud Alimentaria y Protección de los Consumidores
  - Ismael Díaz Yubero (1988-1991)
  - Miguel Ángel de la Cal López (1986-1988)
- Dirección General de Inspección del Consumo
  - Juan Miguel Ponz Marín (1982-1986)
  - Rafael Miranda Nieves (1982)
- Dirección General del Consumo y la Disciplina del Mercado
  - Antonio Espinosa Chapinal (1980-1982) (1)
  - José Guilló Fernández (1978-1980)  (1)
- Dirección General de Recursos Humanos y Servicios Económico-Presupuestarios
  - Evencio González de Dios (2008-2010)
  - Javier Rubio Rodríguez (2007-2008)
  - José Antonio Benedicto Iruiñ (2006-2007)
  - Consuelo Sánchez Naranjo (2004-2006)
  - Jaume Aubia Marimón (2002-2004)
  - Fernando Vicente Fuentes (2002)
  - Carmen Navarro Fernández-Rodríguez (2000-2002)
- Dirección General de Programación Económica
  - Luis Espadas Moncalvillo (1992-1996)
- Dirección General de Programación Económico-Financiera
  - César Estrada Martínez (1988-1991)
  - Alejandro Felipe García González (1986-1988)
- Dirección General de Recursos Humanos y Organización
  - Jesús Adolfo Gutiérrez Morlote (1992)
  - José Luis Adell Álvarez (1991-1992)
- Dirección General de Conciertos, Compras, Obras e Instalaciones
  - Enrique Gavilanes Vázquez (1991-1992)
- Dirección General de Rercursos Humanos, Suministros e Instalaciones
  - José Adell Álvarez (1991)
  - Luis Herrero Juan (1986-1991)
- Dirección General de Servicios
  - Luis Felipe Paradela González (1992-1996)
  - Rodrigo Molina Fernández (1991)
  - Juan Alarcón Montoya (1988-1991)
  - Miguel Marañón Barrio (1986-1988)
  - Luis Herrero Juan (1985-1986)
  - Fernando Magro Fernández (1984-1985)
  - Mariano Aparicio Bosch (1981-1984)
- Dirección General de Personal, Gestión y Financiación
  - Juan Aracil Martín (1978-1979)
  - Arturo Gavilanes Mañas (1977-1978)
- Dirección General de Relaciones Externas y Comunicación
  - Javier Clavero Salvador (1993-1994)
  - Alberto Elordi Dentici (1992-1993)
- Secretaría General Técnica
  - Jacobo Fernández Álvarez (2024- )
  - Laura Manzano Palomo (2023-2024)
  - Ana Dolores Martínez Pradilla (2022- ) (2)
  - Mónica Fernández Muñoz (2021-2023)
  - Ángeles Ezquerra Plansencia (2020-2022) (2)
  - Ignacio de Loyola de Domingo Valenzuela (2020-2021)
  - Carlos Hernández Claverie (2018-2020)
  - José Luis Sanchís Oliver (2018)
  - Sergio Caravajal Álvarez (2012- 2018)
  - Luis Pedro Villameriel Presencio (2009-2011)
  - Ana Bosch Jiménez (2006-2009)
  - José Ignacio Vega Labella (2004-2006)
  - Juan Antonio Puigserver Martínez (2002-2004)
  - Pedro Gómez Aguerre (1996-2002)
  - Diego José Martínez Martín (1995-1996)
  - José María Roche Márquez (1993-1995)
  - Encarnación Cazorla Aparicio (1992-1993)
  - Santiago Felipe Mendioroz Echeverría (1992)
  - Diego Chacón Ortiz (1985-1992)
  - Josep Artigas Candela (1984-1985)
  - Juan Pelegrí y Girón (1982-1984)
  - Antonio Julve Benedicto (1982)
  - Miguel Marañón Barrio (1981-1982)
  - Francisco Javier Ruiz de Assin y Chico de Guzmán (1980-1981)
  - José Manuel Almansa Pastor (1978-1980)
  - Isidro Gregorio García Díez (1977-1978)

(1) En el Ministerio de Comercio y Turismo
(2) En el Ministerio de Consumo
(3) En el Ministerio de Derechos Sociales, Consumo y Agenda 2030